# ماریسویل (مونتانا)
ماریسویل (به انگلیسی: Marysville) شهری در ایالت مونتانا کشور ایالات متحده آمریکا است که جمعیت آن در سرشماری سال ۲۰۱۰ میلادی، ۸۰ نفر بوده‌است.